# Wendy Veerapen
Marie Wendy Corine Veerapen (ur. 1990) – maurytyjska zapaśniczka walcząca w stylu wolnym. Srebrna medalistka igrzysk Wysp Oceanu Indyjskiego w 2023 roku.